# New England Patriots
New England Patriots är en professionell klubb i amerikansk fotboll i Bostons storstadsområde i Massachusetts i USA, som spelar i National Football League (NFL), i American Football Conference (AFC) East Division. Klubbens hemmaarena är Gillette Stadium, som ligger i Foxborough.
Klubben var en av de åtta originalklubbarna i American Football League (AFL), vars första säsong var 1960. Patriots spelade där fram till dess att AFL slogs ihop med NFL inför 1970 års säsong.
Patriots har spelat i elva Super Bowls, vilket är rekord, och har vunnit Super Bowl sex gånger, delat flest med Pittsburgh Steelers. Under säsongerna 2001–2019 hade klubben en oerhört framgångsrik period, då man vann Super Bowl sex gånger och förlorade tre, samt vann AFC East 17 gånger av 19 möjliga. Säsongen 2007 lyckades Patriots som första klubb dittills att vinna alla 16 matcherna i grundserien.

## Historia
I slutet av 1950-talet var det flera potentiella klubbägare som ville gå med i NFL, men ligan vägrade att utöka antalet klubbar. Som svar startade en rad rika affärsmän en konkurrerande liga som döptes till American Football League (AFL). Boston Patriots blev i november 1959 den åttonde och sista klubben att få en plats i den nystartade ligan, som spelade sin första säsong 1960.
Den första säsongen slutade Patriots sist i den östra divisionen, men under andra och tredje säsongen knep man andraplatsen med nio vinster och fyra förluster (och en oavgjord) båda säsongerna; dock kvalificerade sig endast vinnarna av ligans två divisioner för finalmatchen. Året därefter vann Patriots endast sju matcher, men det var tillräckligt för att dela förstaplatsen i divisionen med Buffalo Bills. De två klubbarna fick spela en avgörande utslagsmatch för att avgöra vilken klubb som skulle avancera till AFL-finalen. Patriots vann matchen i Buffalo med 26–8 och fick möta San Diego Chargers i finalen en vecka senare, en final som Chargers vann överlägset med 51–10.
Under 1960-talet blev det inga fler slutspelsmatcher för Patriots och när NFL och AFL slogs ihop 1970 vann klubben endast två av 14 matcher. Efter att ha spelat på en rad olika arenor kring Boston under 1960-talet, bland andra basebollarenan Fenway Park, flyttade man in på nybyggda Foxboro Stadium i Foxborough strax utanför Boston 1971. I och med flytten bytte klubben namn till Bay State Patriots, men det godkändes inte av NFL och ändrades strax därefter till det nuvarande namnet New England Patriots.

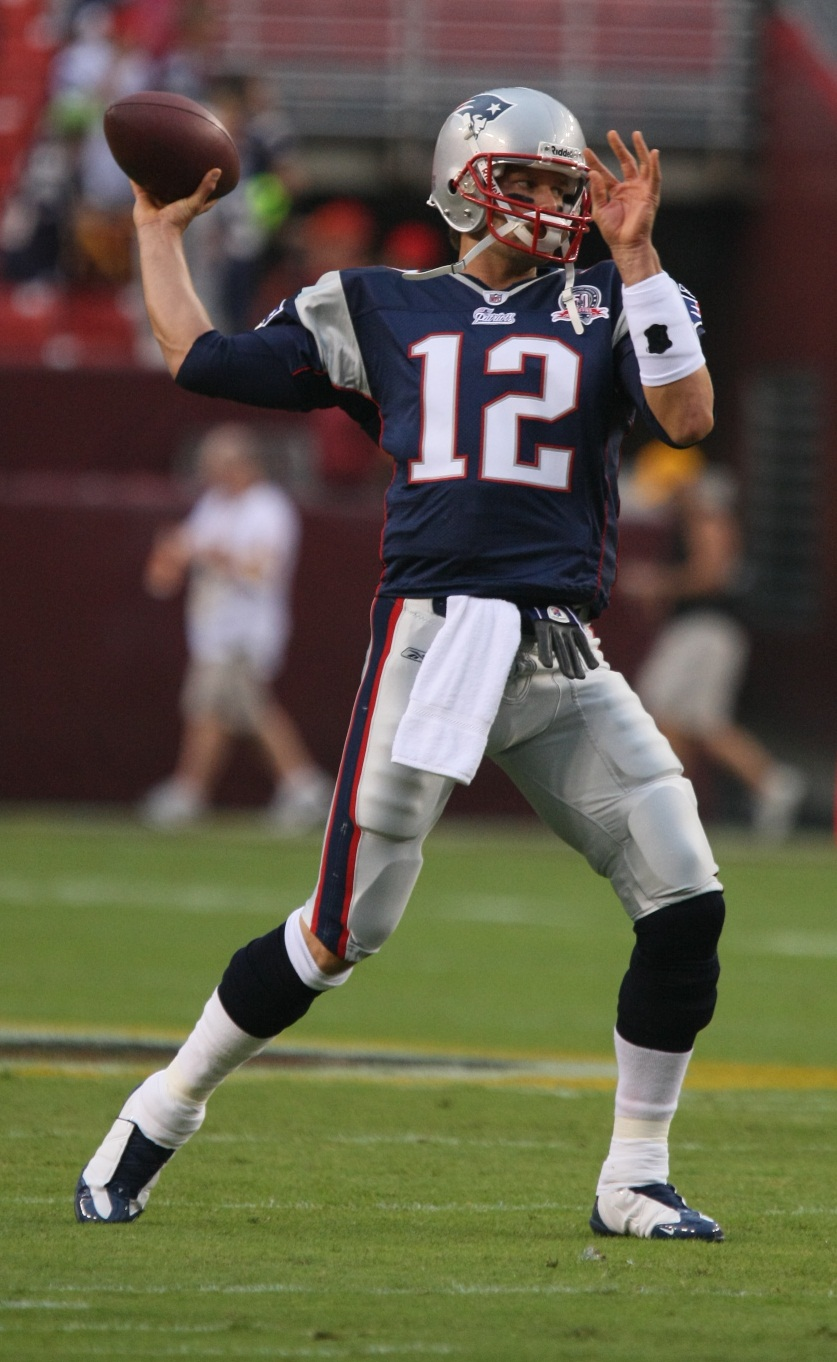
Tom Brady.

Under första halvan av 1970-talet nådde Patriots inte något slutspel, men från och med 1976 till och med 1982 tog man sig dit tre gånger. Samtliga gånger åkte man dock ut direkt. 1985 besegrade klubben New York Jets, Los Angeles Raiders och Miami Dolphins i slutspelet, vilket resulterade i Patriots första framträdande i Super Bowl. Där blev dock Chicago Bears för svåra och Patriots förlorade med 10–46. Det efterföljande årtiondet gick det i regel ganska dåligt för klubben, men säsongen 1996 kvalificerade man sig för sin andra Super Bowl. Även här blev det förlust, denna gång mot Green Bay Packers som vann med 35–21.
Säsongen 2000 tog Bill Belichick över som huvudtränare för Patriots och skulle komma att leda klubben till stora framgångar. Första säsongen gick dock inte speciellt bra och det började inte heller speciellt bra 2001 när klubbens quarterback Drew Bledsoe var tvungen att bryta andra matchen av säsongen på grund av skada. Patriots fick i stället förlita sig på den då okända Tom Brady, som skulle utvecklas till en av sportens bästa spelare på positionen i många år framöver. Patriots vann Super Bowl den säsongen med 20–17 över St. Louis Rams, och vann dessutom Super Bowl säsongen 2003 mot Carolina Panthers och 2004 mot Philadelphia Eagles.
Under de 19 säsongerna 2001–2019 missade Patriots att kvalificera sig för slutspelet endast två gånger och vann varje säsong fler matcher än man förlorade. 2007 blev Patriots historiska genom att som första klubb lyckas vinna samtliga 16 matcher i grundserien, men i Super Bowl förlorade man mot New York Giants, som även besegrade Patriots i Super Bowl säsongen 2011. Patriots vann Super Bowl säsongerna 2014, 2016 och 2018 och förlorade mot Philadelphia Eagles i Super Bowl säsongen 2017.
Efter 2019 års säsong lämnade Brady Patriots för Tampa Bay Buccaneers och efter en dålig säsong 2023, då man bara vann fyra av 17 matcher, kom Patriots och Belichick överens om att gå skilda vägar.

## Hemmaarena

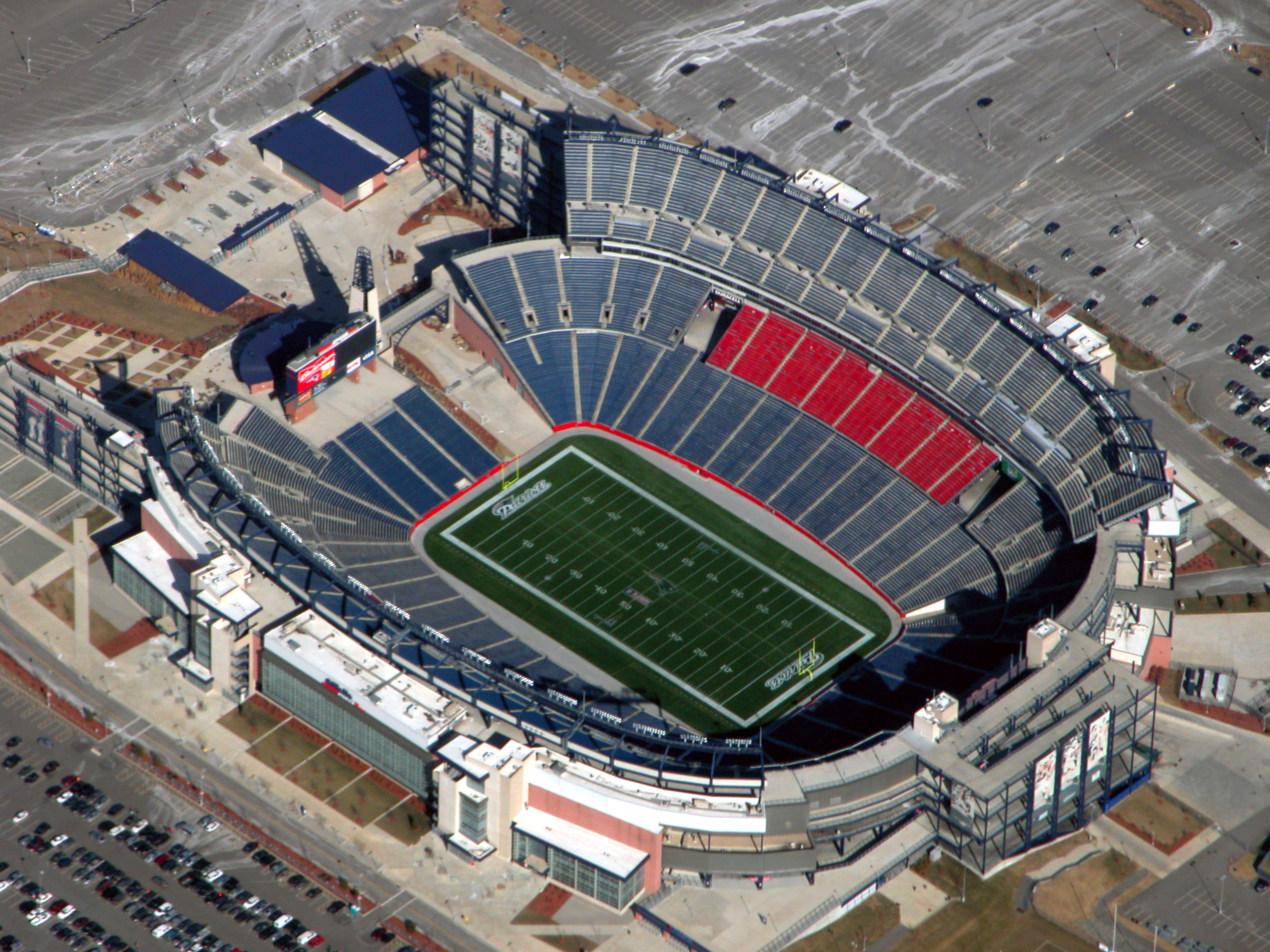
Gillette Stadium 2007.

- Nickerson Field (1960–1962)
- Fenway Park (1963–1968)
- Alumni Stadium (1969)
- Harvard Stadium (1970)
- Foxboro Stadium (1971–2001)
- Gillette Stadium (2002–)

## Tävlingsdräkt
- Hemma: Blå tröja, blåa byxor
- Borta: Vit tröja, blåa byxor
- Hjälm: Silver med klubbens logotyp

## Super Bowls
Klubben har spelat i elva Super Bowls:
- Super Bowl XX – förlust mot Chicago Bears med 10–46
- Super Bowl XXXI – förlust mot Green Bay Packers med 21–35
- Super Bowl XXXVI – vinst mot St. Louis Rams med 20–17
- Super Bowl XXXVIII – vinst mot Carolina Panthers med 32–29
- Super Bowl XXXIX – vinst mot Philadelphia Eagles med 24–21
- Super Bowl XLII – förlust mot New York Giants med 14–17
- Super Bowl XLVI – förlust mot New York Giants med 17–21
- Super Bowl XLIX – vinst mot Seattle Seahawks med 28–24
- Super Bowl LI – vinst mot Atlanta Falcons med 34–28
- Super Bowl LII – förlust mot Philadelphia Eagles med 33–41
- Super Bowl LIII – vinst mot Los Angeles Rams med 13–3

## Spelare och ledare i Pro Football Hall of Fame

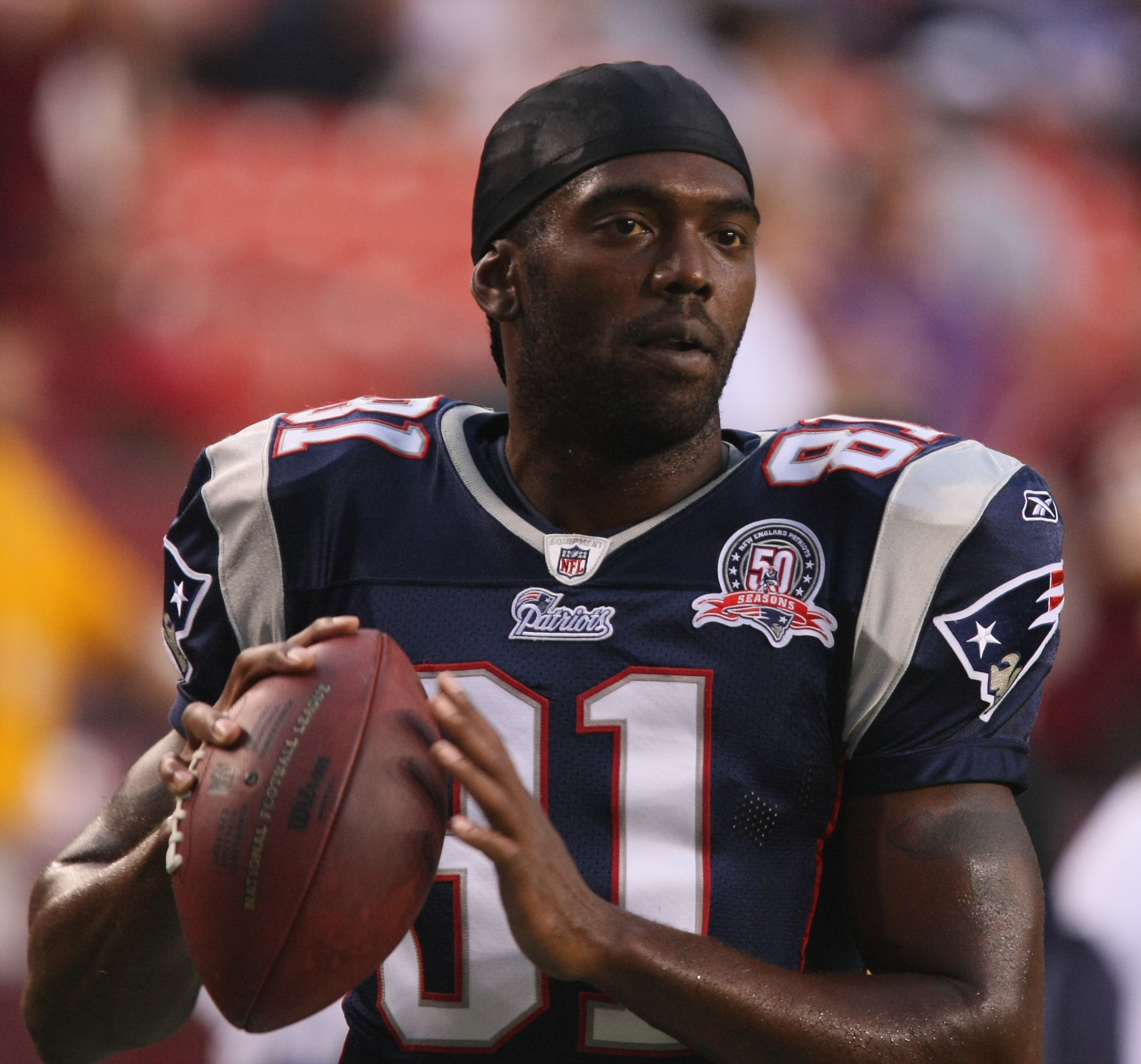
Randy Moss.

Elva spelare och ledare i New England Patriots hade till och med 2023 valts in i Pro Football Hall of Fame:
- Nick Buoniconti
- John Hannah
- Mike Haynes
- Ty Law
- Curtis Martin
- Randy Moss
- Bill Parcells
- Darrelle Revis
- Junior Seau
- Richard Seymour
- Andre Tippett

## Klubbrekord
| Kategori      | Spelare/ledare     | Rekord       | Säsonger             |
| ------------- | ------------------ | ------------ | -------------------- |
| Passningar    | Tom Brady          | 74 571 yards | 2000–2019            |
| Springspel    | Sam Cunningham     | 5 453 yards  | 1973–1979, 1981–1982 |
| Mottagningar  | Stanley Morgan     | 10 352 yards | 1977–1989            |
| Poäng         | Stephen Gostkowski | 1 775 poäng  | 2006–2019            |
| Tränarvinster | Bill Belichick     | 266 vinster  | 2000–2023            |